# Joseph Musonda
Joseph Musonda (Kalulushi, 30 de maio, 1977) é um ex-futebolista da Zâmbia.

## Seleção nacional
Musonda representou o elenco da Seleção Zambiana de Futebol no Campeonato Africano das Nações de 2012.

## Títulos
Zambia
- Campeonato Africano das Nações: 2012

### Nkana FC
- Campeonato de Zâmbia : 1999, 2001
- Copa da Zâmbia : 2000
- Copa Zâmbia Challenge : 1998, 1999, 2000
- Zâmbia Charity Shield : 2000

### ZESCO United
- Campeonato de Zâmbia de segunda divisão : 2003
- Copa da Zâmbia : 2006

### Free States Stars
- Copa Baymed : 2006

### Golden Arrows
- MTN 8 : 2009